# Hitratunneln
Hitratunneln (no. Hitratunnelen) är en tunnel som förbinder den norska ön Hitra med det norska fastlandet. Tunneln öppnades för trafik 8 december 1994 och var dåtidens djupaste tunnel under vatten.

## Tekniska data
- Längd: 5 645 meter.
- Största djup: 264 m under havsytan
- Stigningsförhållande: 1:10
- Körfält: 3
- Kostnad: 295 miljoner norska kronor